# Dinastia Drengot
Dinastia Drengot a fost o familie normandă de mercenari, una dintre primele care s-a aflat la conducerea Italiei de sud, inițial chemați de către longobarzii din regiune, în slujba cărora au luptat. Ea a devenit cea mai proeminentă familia normandă, după dinastia Hauteville.

## Origini
Familia Drengot își are originea în Carreaux, lângă Avesnes-en-Bray, la răsărit de Rouen. Pornind de la denumirea latinească a Carreaux, Quarrelis sau Quadrellis, familiei i s-a mai atribuit și numele de "de Quarrel." Cu toate acestea, unele surse plaseazp originea familiei în Alençon. 
Primii membri cunoscuți ai dinastiei sunt cinci frați. Patru dintre aceștia l-au însoțit pe cel de al cincilea, Osmond, care îl asasinase pe companionii de vânătoare ai ducelui Richard I de Normandia. Sursele istorice nu conciordă asupra persoanei care a condus deplasarea fraților în sudul continentului. Cronicarul Orderic Vitalis și Guillaume de Jumièges îl menționează pe Osmond, însă Raul Glaber îl amintește pe Rudolf, iar Leon de Ostia, Amato de Montecassino și Ademar de Chabannes pomenesc de Gilbert Buatère. În conformitate cu cele mai multe surse sud-italiene, acesta din urmă ar fi fost desemnat în postura de conducător în vederea bătăliei de la Cannae din 1018. Ceilalți frați erau Asclettin și Rainulf, probabil cei mai tineri dintre frați. Unele izvoare, precum Glaber, afirmă că o ceată de 250 de războinici normanzi s-a oprit la Roma pentru a se întâlni cu papa Benedict al VIII-lea. În continuare, ei s-au deplasat către una dintre reședințele longobarzilor din sudul Italiei: fie Salerno, fie Capua. De acolo, ei s-au raliat forțelor lui Melus din Bari, conducătorul longobarzilor din Apulia, răsculați împotriva dominației bizantine.

## Afirmare
Normanzii din familia Drengot au obținut mai multe succese alături de Melus, până în momentul confruntării de la Cannae din 1018. În continuare, împăratul Henric al II-lea a pătruns în Italia de sud în 1022 și a pacificat regiunea, menținând status quo ante dintre greci și longobarzi și donând unui nepot al lui Melus unele pământuri în comitatul de Comino, în valea râului Garigliano. Acest nepot de frate al lui Melus a adus cu sine pe mulți dintre mercenarii normanzi, inclusiv pe cei din familia Drengot, cu excepția lui Rudolf, care a revenit alături de unii însoțitori în Normandia.
În continuare, membrii familiei Drengot nu a înregistrat fapte notabile, în condițiile în care Gilbert murise la Cannae, iar Rudolf revenise în Franța. A revenit celui mai tânăr dintre frați, Rainulf, sarcina de a impune famnilia Drengot în prim planul disputelor din sudul Italiei. În 1029, Ranulf s-a angajat alături de oamenii săi să acorde sprijin ducelui de Neapole, Sergiu al IV-lea, alungat din Napoli. Atunci când ducele Sergiu a revenit la conducerea ducatului, el a oferit lui Ranulf nu numai pe sora sa ca soție, dar și orașul Aversa, cu împrejurimile. Rainulf a luat imediat măsura fortificării orașului, astfel încât se poate aprecia că în acel moment a luat naștere primul stat normand din sudul Italiei.
În 1042, alt membru al familiei, Asclettin, care își întregise trupa de luptători cu membri ai dinastiei Hauteville, a primit ca donație Acerenza, în Apulia.

## Stăpânirea dinCapua
De departe, cel mai semnificativ eveniment din istoria familiei Drengot l-a reprezentat cucerirea principatului de Capua, petrecută în 1058. Încă din 1057, principele Pandulf al VI-lea de Capua murise, iar Richard, fiul lui Asclettin, trecuse imediat la asedierea orașului Capua. Acesta s-a predat anul următor, însă Richard, deși preluase titlul princiar, a cedat orașul în mâinile principelui de drept, Landulf al VIII-lea, care a condus statul până în anul 1062.
De asemenea, Richard și-a impua suzeranitatea asupra Gaetei în 1058 și l-a trimis pe fiul său, Iordan, pentru a prelua posesia asupra orașului în 1062, deși acesta nu a reușit să își îndeplinească misiunea decât în 1064. Richard și Iordan au depus eforturi pentru a-și extinde dominația către nord, în Latium și Abruzzi. Ei au constituit singura contrapondere față de puterea crescândă a normanzilor din dinastia Hauteville, care la acea vreme cucereau Calabria și Sicilia. În acest context, papalitatea s-a orientat către principii de Capua, cărora le-a solicitat sprijinul, astfel încât Richard și Iordan au devenit susținători ai papilor, intervenind chiar în alegerea acestora. Prin forța armelor, ei au impus pe papa Grigore al VII-lea. În 1077, Richard, pe atunci având o forță similară celei a lui Robert Guiscard, a început asediul asupra Napoli, însă a încetat din viață în 1078. Iordan nu a continuat asediul, în timpul său puterea și influența familiei Drengot intrând în declin în comparație cu dinastia Hauteville, care a încheiat cucerirea Siciliei, ca și eliminarea bizantinilor din Peninsulă.
Între 1092 și 1098, familia Drengot a fost alungată temporar din Capua de către cetățenii longobarzi. După revenirea la putere, dinastia și-a continuat declinul. Ea a continuat să fie protectoarea papalității, însă fără prea mult succes. Membrii săi au fost nevoiți să se supună ducelui de Apulia, pe atunci și rege al Siciliei, din familia Hauteville. Robert al II-lea de Capua s-a răsculat împotriva acestuia și și-a petrecut restul vieții căutând, cu ajutorul împăratului occidental și al papalității, să își reia principatul, însă fără succes. El a murit în 1156, iar puterea familiei Drengot a fost definitiv înfrântă.

## Genealogie
Cei cinci frați și urmașii lor:
- Gilbert Buatère (d. 1018)
- Osmond
- Rudolf
- Rainulf I, conte de Aversa (1030-1045)
- Asclettin, conte de Acerenza
  - Asclettin, conte de Aversa (1045)
  - Rainulf al II-lea
    - Onofrei
    - Guillaume
    - Robert, conte de Alife și de Caiazzo (1086-1115)
      - Rainulf al III-lea, conte de Alife și de Caiazzo (1108-1139) și duce de Apulia (1137-1139)
        - Robert

      - Richard, conte de Rupecanina
        - Andrei, conte de Rupecanina

  - Richard I, conte de Aversa (1049-1078) și principe de Capua (1058-1078)
    - Iordan I, principe de Capua (1078-1090)
      - Richard al II-lea, principe de Capua (1090-1106)
      - Robert I, principe de Capua (1106-1120)
        - Richard al III-lea, principe de Capua (1120)

      - Iordan al II-lea, principe de Capua (1120-1127)
        - Robert al II-lea, principe de Capua (1127-1156)
          - Robert
          - Iordan, sebastos bizantin

    - Ionatan, conte de Carinola (d. 1094)

  - Robert
    - Alexandru
    - Drogo
    - Hubert

Rainulf Trincanocte, conte de Aversa, a fost fiul unui nepot al lui Asclettin conte de Acerenza. Dacă acest nepot a fost unul dintre cei patru frați ai săi sau un altul nu este cunoscut. El a avut un fiu, Herman, care a fost de asemenea conte de Aversa.